# Belomanzia
La belomanzia, anche bolomanzia, è l'antica arte della divinazione mediante l'uso delle frecce. La parola è costruita sul greco βέλος  belos, "freccia, dardo" e sul greco μαντεία  manteia "divinazione". La belomanzia era anticamente praticata almeno da Babilonesi, Greci, Arabi e Sciti.
Le frecce erano tipicamente contrassegnate da simboli occulti e dovevano avere piume per ogni metodo. In un metodo, diverse possibili risposte a una data domanda sono state scritte e legate a ciascuna freccia. Ad esempio, due frecce sarebbero contrassegnate con le frasi Dio me lo ordina e Dio me lo proibisce e una terza sarebbe vuota. La freccia che volava più lontano indicava la risposta. Un altro metodo prevede la stessa cosa, ma senza scoccare le frecce. Sarebbero stati semplicemente mescolati nella faretra, indossati preferibilmente sul retro, e la prima freccia estratta indicava la risposta. Se fosse stata pescata una freccia vuota, si sarebbe proceduto a una nuova estrazione.
Questa era una pratica antica, e probabilmente menzionata nel Libro di Ezechiele 21:21, mostrato di seguito nell'originale ebraico, e tradotto in inglese nella New American Standard Bible ,
כִּי-עָמַד מֶלֶךְ-בָּבֶל ֶל-ֵם הַדֶּרֶךְ, בְּרֹ שְׁנֵי הַדְּרָכִים-לִקְסָם: קִלְקַל בַּחִצִּים שָׁ בַּתְּרָפִים, רָה בַּכָּבֵד.
"Poiché il re di Babilonia sta al bivio, all'inizio delle due vie, per usare la divinazione; scuote le frecce, consulta i terafim, guarda il fegato".
Girolamo concorda con questa comprensione del versetto e osserva che la pratica era frequente tra gli assiri e i babilonesi. Qualcosa di simile è menzionato anche in Osea 4:12, sebbene al posto delle frecce venga usato un bastone o un'asta, il che è piuttosto rabdomanzia che belomanzia. Grozio, così come Girolamo, confonde i due insieme, e mostra che prevalse molto tra i Magi, i Caldei e gli Sciti, dai quali passò agli Slavoni, e poi ai Germani, che Tacito osserva di fare uso di esso.
La belomanzia è attestata anche dalla religione araba preislamica. Nel suo Libro degli idoli, il primo storico musulmano Ibn al-Kalbi menziona che c'erano sette frecce divinatorie davanti alla statua di Hubal nella Kaʿba. 